# Charaxes taverniersi
Charaxes taverniersi är en fjärilsart som beskrevs av Berger 1975. Charaxes taverniersi ingår i släktet Charaxes och familjen praktfjärilar. Inga underarter finns listade i Catalogue of Life.